# Nothing's Real but Love
«Nothing's Real but Love» —en español: «Nada es real, sólo el amor»— es el primer sencillo de la cantante británica Rebecca Ferguson. La canción sirve como el primer sencillo de su álbum debut de estudio, Heaven, y fue lanzado en el Reino Unido el 20 de noviembre de 2011, después de haber sido originalmente programado para la semana siguiente.
El lanzamiento se adelantó para que coincidiera con el estreno oficial de la canción en la serie de sesiones de The X Factor. La canción fue compuesta por la misma Rebecca Ferguson y Eg White, y producida por este último. «Nothing's Real but Love» es una canción mediotiempo de soul y pop.

## Lista de canciones
| Descarga digital |                                        |          |  |
| N.º              | Título                                 | Duración |  |
| 1.               | «Nothing's Real but Love»              | 2:56     |  |
| 2.               | «Shoulder to Shoulder» (Piano version) | 3:04     |  |

## Posicionamiento en listas y certificaciones

### Listas semanales
| Listas (2011–2012)                          | Mejor posición |
| ------------------------------------------- | -------------- |
| Alemania (Offizielle Deutsche Charts)       | 64             |
| Australia (ARIA)                            | 14             |
| Bélgica (Flandes) (Ultratip Bubbling Under) | 74             |
| Bélgica (Valonia) (Ultratip Bubbling Under) | 47             |
| Escocia (The Official Charts Company)       | 10             |
| Estados Unidos (Hot R&B/Hip-Hop Songs)      | 68             |
| Estados Unidos (Hot Dance Club Songs)       | 11             |
| Estados Unidos (Adult Pop Songs)            | 40             |
| Irlanda (IRMA)                              | 23             |
| Italia (FIMI)                               | 15             |
| Nueva Zelanda (Recorded Music NZ)           | 34             |
| Reino Unido (UK Singles Chart)              | 10             |
| Suiza (Schweizer Hitparade)                 | 24             |

### Certificaciones
| País      | Organismo certificador | Certificación | Ventas |
| --------- | ---------------------- | ------------- | ------ |
| Australia | ARIA                   | Disco de Oro  | 35.000 |
| Italia    | FIMI                   | Disco de Oro  | 15.000 |